# Nik Henigman
Nik Henigman, född 4 december 1995, är en slovensk handbollsspelare som spelar för SC Pick Szeged.
Henigman tävlade för Slovenien vid olympiska sommarspelen 2016 i Rio de Janeiro. Han var en del av Sloveniens lag som blev utslagna i kvartsfinalen mot Danmark i herrarnas turnering.

## Klubbar
- RD Ribnica (?–2018)
- SC Pick Szeged (2018–)